# Шолн
Шолн (фр. Chaulnes) насеље је и општина у североисточној Француској у региону Пикардија, у департману Сома која припада префектури Перон.
По подацима из 2011. године у општини је живело 1961 становника, а густина насељености је износила 231,8 становника/km². Општина се простире на површини од 8,46 km². Налази се на средњој надморској висини од 94 метара (максималној 104 m, а минималној 80 m).

## Демографија
| 1962. | 1968. | 1975. | 1982. | 1990. | 1999. | 2011. |
| ----- | ----- | ----- | ----- | ----- | ----- | ----- |
| 1.471 | 1.483 | 1.550 | 1.616 | 1.785 | 1.901 | 1.961 |

График промене броја становника у току последњих година